# Musa Geshaev
Musa Bautdinovich Geshaev (em checheno:  Муса Баутдинович Гешаев) (20 de agosto de 1940; Grózni, Chechênia - 7 de março de 2014, Moscou, Rússia) foi um poeta, crítico literário, compositor e historiador checheno que escreveu extensivamente sobre a cultura dos povos checheno e ingush. 

## Biografia
Musa Geshaev nasceu em Grozny, de pais chechenos, em 20 de agosto de 1940. Antes de seu quarto aniversário, ele foi deportado junto com sua família para o Cazaquistão como resultado de deportações forçadas da Chechênia e Inguchê para a Ásia Central em 23 de fevereiro de 1944. Ele passou a infância na vila de Meadow, na província de Jambyl, no Cazaquistão, e como estudante começou a escrever poemas e histórias. Desde pequeno, ele declarou sua intenção de se tornar escritor.
Depois de terminar o colegial, ele estudou no Instituto Estadual de Teatro, Música e Cinema de Leningrado (hoje Academia Estadual de Artes Cênicas de São Petersburgo) de 1960 a 1965. 
De 1967 a 1978, dirigiu a famosa companhia de dança "Vaynah" e, sob sua liderança, o grupo foi reconhecido como um dos melhores da URSS. Em 1979, foi nomeado diretor adjunto da sociedade filarmônica regional e, de 1986 a 1993, atuou como diretor da associação pública "Estrada".
Desde o final da década de 1980, ele foi um prolífico escritor de poesia, e muitos de seus poemas se tornaram canções tocadas em salas de concerto, na televisão e no rádio.
As cópias de seu livro, Famous Chechens, foram detidas nas estâncias aduaneiras russas, embora Geshaev tenha dito em uma entrevista que a questão era sobre heróis chechenos ao longo da história russa e soviética, não sobre rebeldes chechenos.